# República Autônoma do Naquichevão
O Naquichevão ou Nakichevan (em azeri:  Naxçıvan, em armênio/arménio:  Նախիջեվան), oficialmente República Autônoma do Naquichevão (em azeri:  Naxçıvan Muxtar Respublikası), é uma república autônoma do Azerbaijão, que geograficamente constitui um exclave do Azerbaijão entre a Armênia (a norte e a leste), o Irã (a sul e oeste) e uma pequena fronteira com a Turquia ao longo de apenas 9 km, no rio Arax.
Ocupa uma superfície de 5 500 quilômetros quadrados. Faz fronteira com a Armênia em 221 quilômetros, com a Turquia 9 quilômetros e com o Irã 179 km.
Sua capital é a cidade de Naquichevão (33 000 habitantes), e conta com uma universidade.

## História

Reino de Vaspuracânia (908-1021)

A região de Naquichevão fazia parte da Armênia mesmo que tinha uma importante população turcófona, em especial após o massacre da população armênia em 1905; os otomanos a ocuparam em meados de 1918. 
O governo do Azerbaijão em Ganja, aliado aos turcos, foi o beneficiado da medida pois graças a sua influência sobre seus compatriotas o território ficava sob seu controle. Após a retirada turca no final de mesmo ano de 1918, os azeris proclamaram na região a República de Aras em novembro de 1918, sob a direção de Jafarkuli-Khan, mas os britânicos invadiram a zona e os armênios recobraram a região em junho de 1919.
Após a tomada do poder pelos comunistas no Azerbaijão, em abril de 1920, instalou-se a guerra entre ambos os países pela posse do Naquichevão, Zanguezur e Alto Carabaque, regiões em poder dos armênios e que os azeris reclamavam. Os nacionalistas turcos também se haviam rebelado contra o Tratado de Sèvres e atacavam a Armênia que recebia ajuda em armamento da Grã-Bretanha. 
Em junho do mesmo ano, a Armênia, atacada por duas frentes, pactuou um cessar-fogo com o Azerbaijão com a promessa de atender a todas as suas demandas, e em julho de 1920 os comunistas azeris, com apoio turco, tomaram o poder em Naquichevão e proclamaram a República Soviética. 
Em setembro, um acordo de paz entre Armênia e Azerbaijão pôs fim à guerra, e a Armênia viu-se pressionada a ceder os territórios em litígio e reconheceu o governo de Naquichevão, o qual em 1921, Lenin entregou Naquichevão junto a Alto Carabaque à República do Azerbaijão, perdendo a Armênia, outra parte de seu território histórico.
Nesse mesmo ano, as autoridades do Naquichevão expulsaram grande parte da população armênia da zona.
Entrou na União Soviética juntamente com o Azerbaijão, como República Socialista Federativa Soviética Transcaucasiana, em cujo período não se registraram acontecimentos de especial importância. Foi elevada a República Socialista Soviética autônoma em 9 de fevereiro de 1924.
Em 1989, foi uma das primeiras regiões onde surgiu o nacionalismo azeri. Após o golpe de estado contra Gorbachov, a república proclamou-se independente, proclamação que aos poucos foi anulada.

## Divisão administrativa

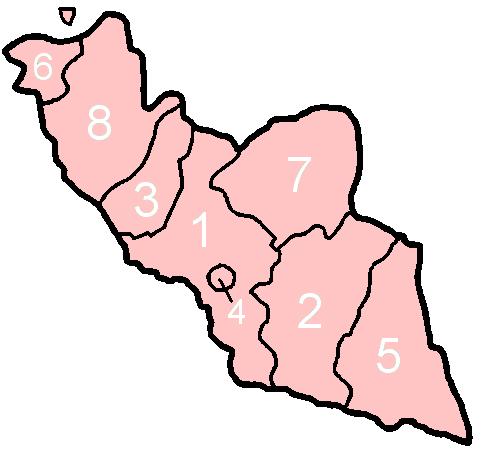
Divisão administrativa da República Autônoma de Naquichevão

O Naquichevão é composto por oito divisões administrativas, sete delas são raiones e uma é cidade, a capital Naquichevão (em azeri:  Naxçıvan şəhər). 
- Babek
- Julfa
- Kangarli
- Cidade de Naquichevão
- Ordubad
- Sadarak
- Shakhbuz
- Xarur

## Bandeiras

Bandeira da RSS do Naquichevão

A República Soviética (que foi independente juridicamente), utilizou a bandeira do partido comunista Hummet, que era vermelha com meia lua e estrela no cantão.
Como república socialista soviética autônoma, teve sua primeira bandeira vermelha com iniciais douradas no cantão em 1937 e o modelo modificou-se na bandeira vermelha com franja azul na parte inferior e iniciais douradas no cantão debaixo da foz e martelo com estrela.
A bandeira atual foi adotada após a queda da União Soviética sendo similar à nacional mas com a borda central vermelha de doble anchura.
Existe também uma versão criada pelos separatistas, que é parecida à bandeira nacional azeri, mas com a borda inferior amarela em vez de verde, com a estrela e meia lua também de cor amarela.

## Geografia
Naquichevão é uma região semidesértica do Azerbaijão separada do resto do país pela Armênia. As montanhas Zanguezur ao leste compõem a sua fronteira com a Armênia, enquanto que o rio Aras ao oeste define sua fronteira com o Irã.
Trata-se de um território extremamente árido e montanhoso. Seu ponto mais alto e característico encontra-se no monte Caputejul, que chega aos 2.415 m.

 
Segundo a lenda, a fenda de seu cume foi produzida pela quilha da arca de Noé enquanto o barco descia com a diminuição da inundação após o dilúvio universal.